# Оуктон (Вирџинија)
Оуктон (енгл. Oakton) насељено је место без административног статуса у америчкој савезној држави Вирџинија.

## Демографија
По попису из 2010. године број становника је 34.166, што је 4.818 (16,4%) становника више него 2000. године.
| Група             | 2000.          | 2010.          |
| Белци             | 20.101 (68,5%) | 20.411 (59,7%) |
| Афроамериканци    | 1.407 (4,8%)   | 1.711 (5,0%)   |
| Азијати           | 4.060 (13,8%)  | 6.805 (19,9%)  |
| Хиспаноамериканци | 2.831 (9,6%)   | 4.022 (11,8%)  |
| Укупно            | 29.348         | 34.166         |